# El Listón
El Listón es un barrio de la UPZ La Sabana, situada en localidad de Los Mártires de Bogotá. Se encuentra en la zona centro de la ciudad, y en la parte oriental de su localidad. Alberga monumentos como la Estación de la Sabana y la iglesia y colegio de la Presentación.

## Historia
El barrio se desarrolló en los años 1920 y 1930 en los terrenos de la antigua hacienda San Façon, de cuyos terrenos eran propietarios los Ferrocarriles Nacionales de Colombia. Durante este periodo, el barrio incrementó su población con regularidad, alcanzando su pico en los años 1950, cuando fue severamente afectado por el impacto demográfico producido por los eventos de El Bogotazo, acaecidos el 9 de abril de 1948. 
En los años 1970 se desarrolló en la plaza España una terminal informal de transporte intermunicipal y de carga afectando seriamente el carácter residencial de El Listón, lo mismo que de otros barrios vecinos como el Voto Nacional, La Sabana, La Estanzuela y San Victorino.

## Geografía
El barrio se encuentra en la sabana de Bogotá, lejos de los cerros Orientales, por lo que presenta un muy leve gradiente vertical entre sus sectores este y oeste. Su sector este se encuentra bastante más despejado el oeste, pues allí se encuentran los terrenos que atraviesan las líneas del ferrocarril que llegan a la Estación de la Sabana, que en la actualidad se encuentran baldíos.

## Sitios importantes

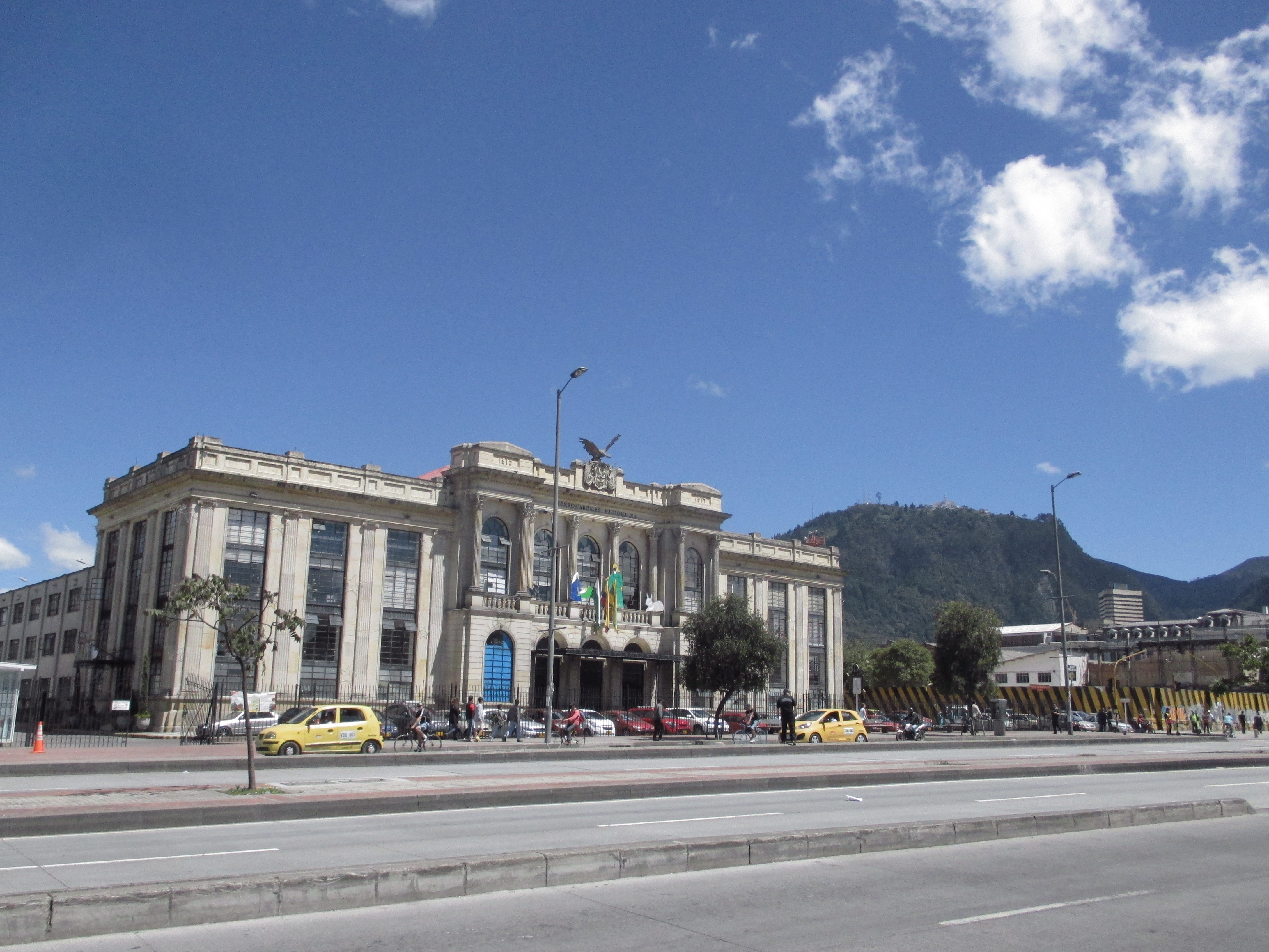
La Estación de la Sabana se encuentra en el costado oriental del barrio, en la Avenida Centenario con carrera 18..

El Listón alberga en particular la Estación de la Sabana, que en su momento fue el centro de la actividad ferroviaria de la ciudad así como la sede principal de los Ferrocarriles Nacionales de Colombia. En su extremo nororiental, se encuentra por su parte la iglesia y convento San Façon, de estilo neogótico, donde se encuentra una de las sedes del colegio de La Presentación.

## Vías y accesos
La principal vía del barrio es la Avenida Centenario, que se encuentra en su costado sur. Alberga asimismo la estación De La Sabana del sistema Transmilenio.